# Condado de Miami-Dade
El condado de Miami-Dade es uno de los 67 condados ubicados en el estado estadounidense de Florida. Según el censo de 2010, su población era de 2 496 435 habitantes. El condado se creó el 18 de enero de 1836. La sede de condado está en Miami. El condado de Miami-Dade forma parte del área metropolitana del Sur de la Florida (Florida del Sur).

## Historia
El condado de Dade fue creado en 1836. Su nombre es el del Mayor Francis L. Dade, militar muerto en 1835 durante las Guerras semínolas, en lo que ahora se conoce como el Campo de batalla de Dade. El nombre fue cambiado por condado de Miami-Dade el 22 de julio de 1997 después de ser aprobado por votación.
En este condado ocurrió el segundo desastre natural más costoso en la historia de los Estados Unidos cuando el 24 de agosto de 1992, el huracán Andrew azotó el condado produciendo 25 000 millones de dólares en daños materiales.

## Demografía
Según el censo de 2010, había 2 496 435 personas residiendo en el condado de Miami-Dade. La densidad de población era de 396,45 hab./km². De los 2496 435 habitantes, el condado de Miami-Dade estaba compuesto por el 73,78 % blancos, el 18,95 % eran afroestadounidenses, el 0,2 % eran amerindios, el 1,51 % eran asiáticos, el 0,03 % eran isleños del Pacífico, el 3,18 % eran de otras razas y el 2,36 % pertenecían a dos o más razas. Del total de la población el 65,05 % eran hispanos o latinos de cualquier raza.
Según datos del censo de 2000, la lengua mayoritaria en el condado es el español, hablado por el 59,2 % de la población, seguido del inglés, que lo habla el 32,1 % de la población. El 5 % habla criollo francés y francés, y el resto de lenguas no llegan al 1 % cada una. En 2013 el alcalde de Doral en el Condado de Miami intentó reconocer al español como lengua oficial pero la propuesta fue rechazada.
De los 776 774 hogares, en el 33,80 % de ellos viven menores de edad, 47,70 % están formados por parejas casadas que viven juntas, 17,20 % son llevados por una mujer sin esposo presente y 29,40 % no son familias. El 23,30 % de todos los hogares están formados por una sola persona y 8,60 % de ellos incluyen a una persona de más de 65 años. El promedio de habitantes por hogar es de 2,84 y el tamaño promedio de las familias es de 3,35 personas.
El 24,80 % de la población del condado tiene menos de 18 años, el 9,10 % tiene entre 18 y 24 años, el 31,00 % tiene entre 25 y 44 años, el 21,70 % tiene entre 45 y 64 años y el 13,30 % tiene más de 65 años de edad. La mediana de la edad es de 36 años. Por cada 100 mujeres hay 93,50 hombres y por cada 100 mujeres de más de 18 años hay 90,20 hombres.
La renta media de un hogar del condado es de 35 966 dólares, y la renta media de una familia es de 40 260 dólares. Los hombres ganan en promedio 30 120 $ contra 24 686 $ para las mujeres. La renta per cápita en el condado es de 18 497 $. El 18,00 % de la población y 14,50 % de las familias tienen ingresos por debajo del nivel de pobreza. De la población total bajo el nivel de pobreza, el 22,90 % son menores de 18 y el 18,90 % son mayores de 65 años.

## Leyes y gobierno
El condado de Miami-Dade funciona bajo un sistema único de gobierno metropolitano, organizado por niveles que corresponden a distritos, ciudades y al gobierno metropolitano.
El departamento de policía del condado es el Departamento de Policía de Miami-Dade. El departamento de bomberos del condado es el Departamento de Bomberos y Rescate de Miami-Dade.

## Economía

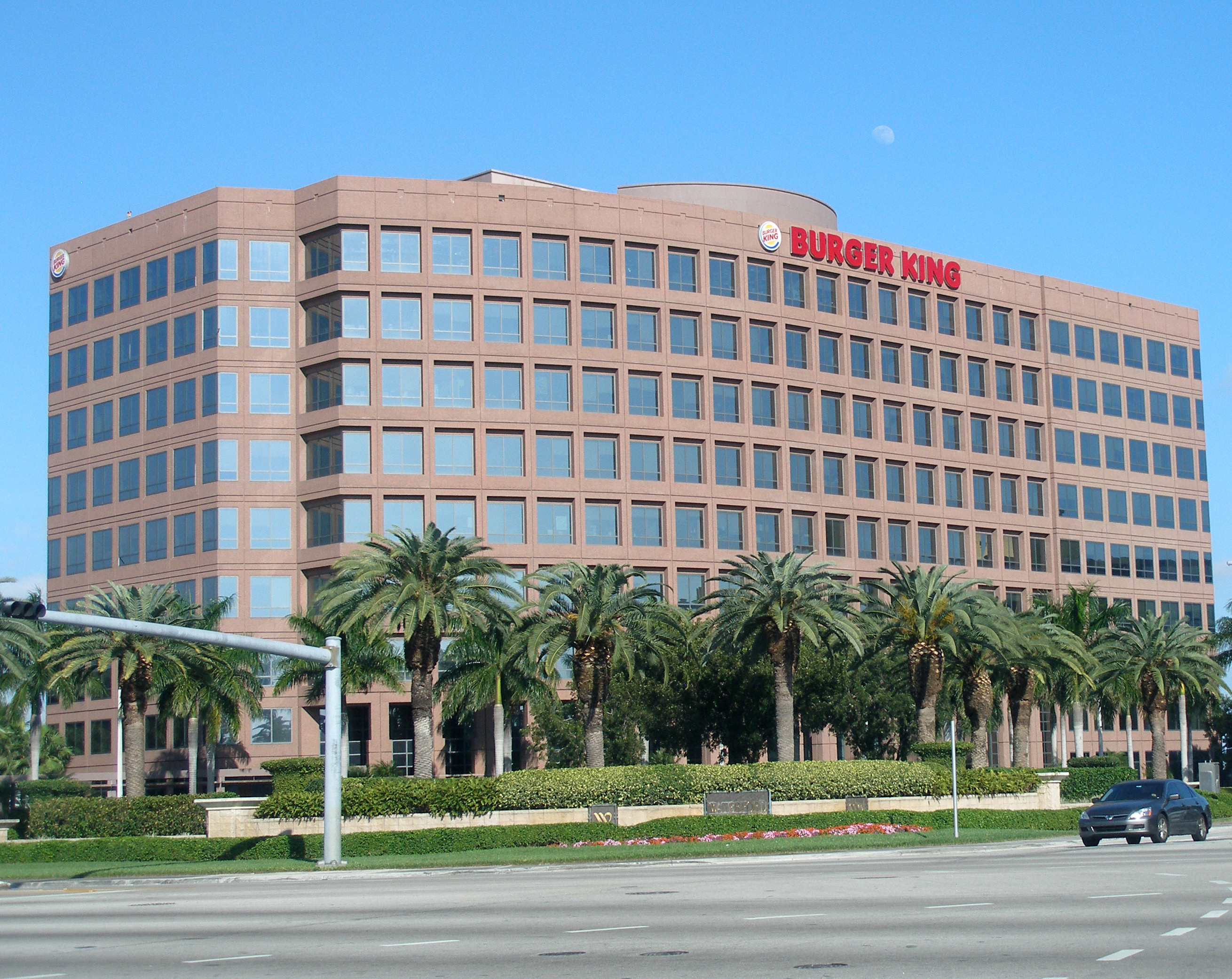
Sede social de Burger King

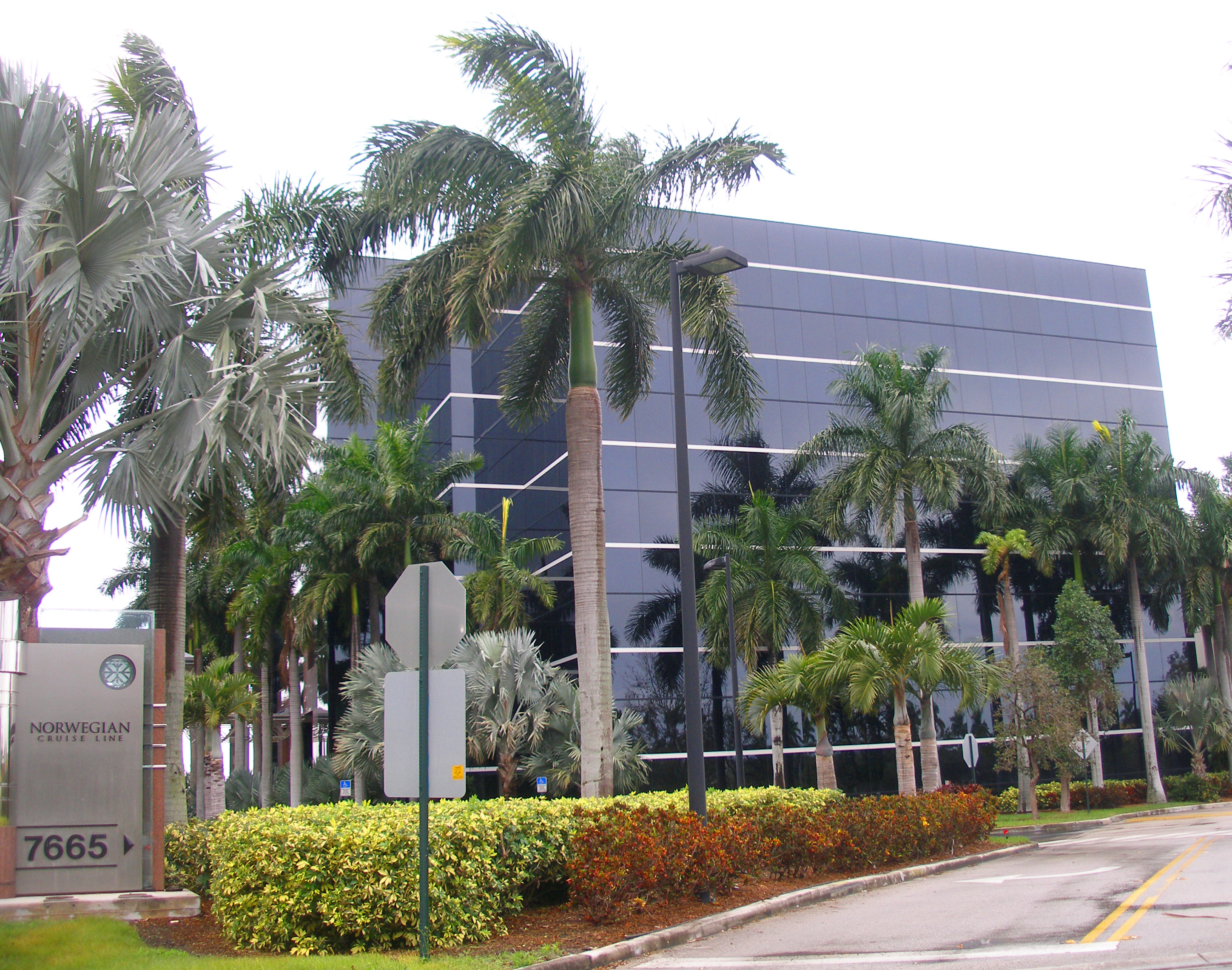
Sede social de Norwegian Cruise Line

Empresas que tienen sedes en las áreas no incorporadas del condado (que no está ubicada en un lugar designado por el censo o CDP):
- Brightstar Corporation[5]
- Burger King,[6]
- Intradeco Holdings,[7]
- Latin Flavors,[8]
- Norwegian Cruise Line,[9]
- Ryder[10]

Empresas que tienen oficinas en las áreas no incorporadas del condado (que no está ubicada en un CDP):
- AstraZeneca[11]
- Gate Group[12]
- Grupo Unicomer[13]
- Goya Foods.[14]
- Hewlett Packard[15]

## Localidades

### Ciudades
Aventura |
Coral Gables |
Doral |
Florida City |
Hialeah |
Hialeah Gardens |
Homestead |
Islandia |
Miami |
Miami Beach |
Miami Gardens |
North Bay Village |
North Miami |
North Miami Beach |
Opa-locka |
South Miami |
Sunny Isles Beach |
Sweetwater |
West Miami

### Poblados
Bay Harbor Islands |
Cutler Bay |
Golden Beach |
Medley |
Miami Lakes |
Surfside

### Villas
Bal Harbour |
Biscayne Park |
El Portal |
Indian Creek |
Key Biscayne |
Miami Shores |
Palmetto Bay |
Pinecrest |
Virginia Gardens

### Lugares designados por el censo
Brownsville |
Coral Terrace |
Country Club |
Country Walk |
Fisher Island |
Fountainbleau |
Gladeview |
Glenvar Heights |
Golden Glades |
Goulds |
Homestead Base |
Ives Estates |
Kendale Lakes |
Kendall |
Kendall West |
Leisure City |
Naranja |
Ojus |
Olympia Heights |
Palm Springs North |
Palmetto Estates |
Pinewood |
Princeton |
Richmond Heights |
Richmond West |
South Miami Heights |
Sunset |
Tamiami |
The Crossings |
The Hammocks |
Three Lakes |
University Park |
West Little River |
West Perrine |
Westchester |
Westview |
Westwood Lakes

#### Antiguos lugares designados por el censo
Cutler Bay:
Lakes by the Bay

Miami Gardens:
Andover |
Bunche Park |
Carol City |
Lake Lucerne |
Norland |
Opa-locka North |
Scott Lake

Palmetto Bay:
Cutler |
East Perrine

### Áreas no incorporadas
Aladdin City |
Biscayne Gardens |
Coopertown |
Coral Way Village |
Deering Bay |
Fairlawn |
Fortymile Bend |
Frog City |
Glenwood Heights |
Green-Mar Acres |
Hawley Heights |
Highland Lakes |
Howard |
Ludlam |
Redland |
Silver Palm |
West Kendall

## Transporte
El Departamento de Transporte Público de Miami-Dade y la Autoridad de Transporte Regional del Sur de la Florida (SFRTA) gestionan servicios de transporte.

## Ciudades hermanadas
- Barranquilla, Colombia
- Pereira, Colombia[16]
- Veracruz, México
- Iquique, Chile
- Kingston, Jamaica
- Petit Goâve, Haití
- Islas Bahamas
- Santo Domingo, República Dominicana
- Lamentin, Guadalupe, Francia
- Tenerife, Islas Canarias, España[17]
- Provincia de Asti, Italia
- Provincia de Estocolmo, Suecia
- Nuevo Taipéi, Taiwán
- Maracaibo, Venezuela
- San José, Costa Rica
- Islas Turcas y Caicos
- San Cristóbal y Nieves
- Mendoza, Argentina
- Maturín, Venezuela
- São Paulo, Brasil
- Pucallpa, Perú
- Santa Cruz de la Sierra, Bolivia
- Asunción, Paraguay
- Maldonado, Uruguay
- Islas Caimán
- El Puerto de Santa María, Andalucía, España

## Condado de Miami-Dade en la cultura popular

### En la televisión
La serie CSI: Miami, cuenta la historia del laboratorio criminalístico de Miami-Dade. También es el escenario de la serie de televisión Dexter, basada en las novelas de Jeff Lindsay.

### En los videojuegos
Los videojuegos Grand Theft Auto: Vice City y Grand Theft Auto: Vice City Stories, transcurren en Vice City, ciudad basada en Miami-Dade.
El videojuego Grand Theft Auto VI (la próxima entrega de Rockstar Games) está basada en el estado de Leonida (Florida en la realidad) y en Vice City (Miami-Dade).